# 里米尼战役 (432年)
432年的里米尼战役冲突双方是西罗马帝国的两位军事强人——刚刚被罢免大元帅职务的埃提乌斯和新任大元帅卜尼法斯。
430年，埃提乌斯命人谋杀了时任大元帅弗拉维乌斯·君士坦提乌斯·费利克斯，据称原因是他正密谋反对前者。埃提乌斯于432年被任命为执政官，这使他与卜尼法斯发生冲突并被罢职，卜尼法斯随即被加拉·普拉西提阿任命为大元帅。埃提乌斯与卜尼法斯随后离开拉文纳宫廷召集自己的私兵，并于距里米尼五罗马里处交战。埃提乌斯自西部带来了本用来对抗苏维汇人的部队，卜尼法斯的部队则由自阿非利加带来的私兵和意大利本地的一些军队组成。据称埃提乌斯有一柄长度突出的枪，并在战斗中用它刺中了卜尼法斯。卜尼法斯虽然获得了战役的胜利，但却在战场上受了重伤，在数月后伤重死去。他的女婿塞巴斯蒂安继任他的职位，并试图暗杀赋闲的埃提乌斯。埃提乌斯逃往匈人处，在不久后带着一支匈人大军回来。本就在军队和宫廷中不受欢迎的塞巴斯蒂安旋即被流放，而埃提乌斯很快成为了西罗马帝国的实际掌权者。